# Geschiedenis van Kreta
De geschiedenis van Kreta kan worden onderverdeeld in een prehistorische en historische periode. De Minoïsche cultuur (ca. 3000 v.Chr. - ca. 1050 v.Chr.) wordt deels tot de prehistorie gerekend, deels tot het historische tijdperk.

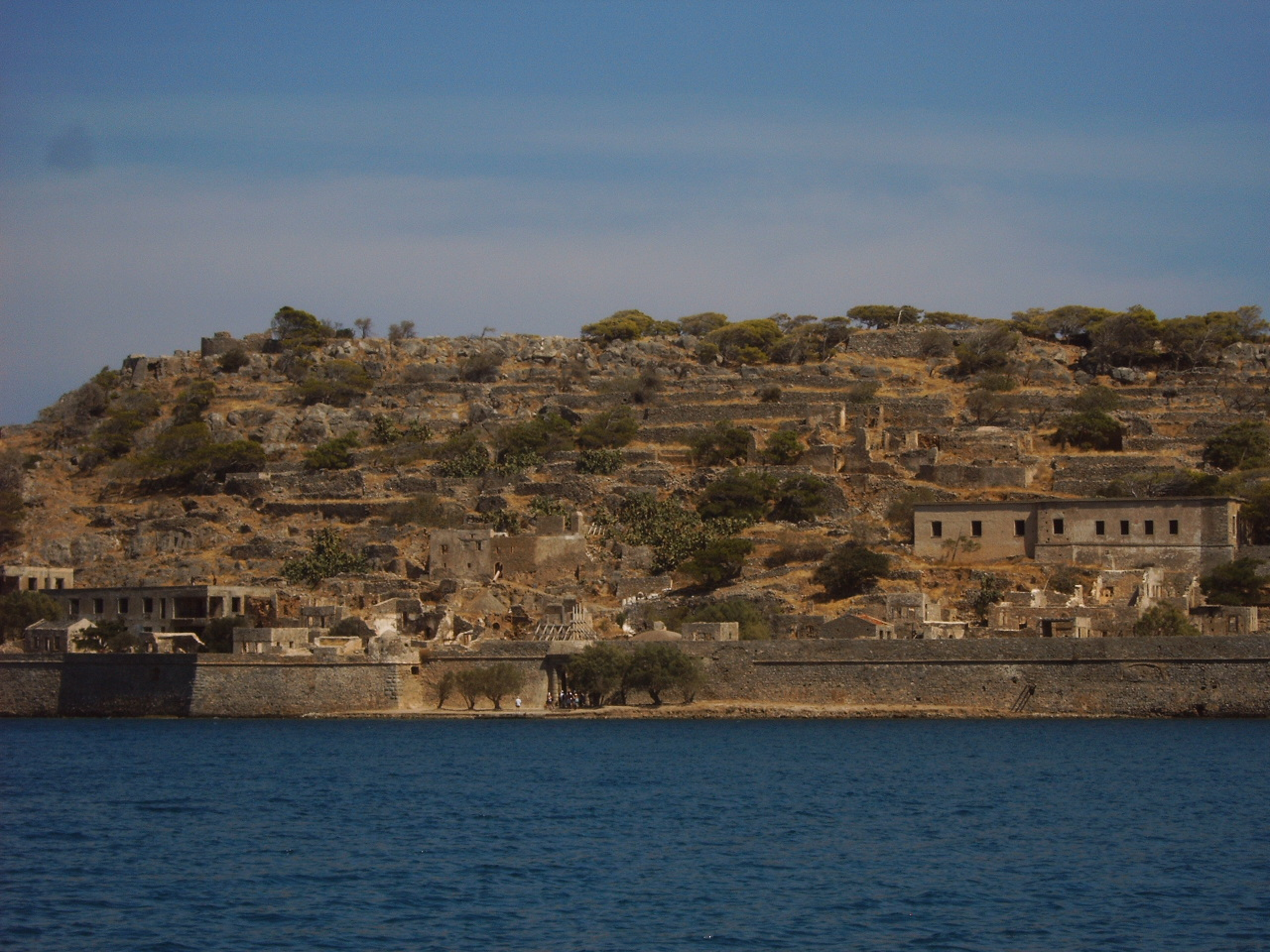
Het eiland Kalidonia in de Baai van Elounda

## Prehistorie
In 2002 ontdekte de paleontoloog Gerard Gierlinski 5.600.000 jaar oude fossiele voetafdrukken van mensachtige wezens.
Bij opgravingen in Zuid-Kreta in 2008-2009 werden stenen werktuigen gevonden die minstens 130.000 jaar oud waren. De stenen werktuigen die in de regio Plakias op Kreta werden gevonden, omvatten vuistbijlen van een Acheuléen-type. Dit suggereert dat vroege mensen van het type Homo heidelbergensis het eiland al bereikt hebben.
De vroegste tekenen van moderne mensen op Kreta dateren uit ongeveer 6500 v.Chr. toen volkeren uit Klein-Azië zich naar het eiland begaven. Deze periode staat bekend als het Neolithicum en kwam ten einde rond ongeveer 3000 v.Chr.

## Minoïsche tijd
Ongeveer 3300 v.Chr. ontwikkelde zich op het eiland de Minoïsche beschaving. Het was de eerste grote beschaving van het gebied rond de Egeïsche Zee. De Minoïsche periode was van 3300 v.Chr. tot 1450 v.Chr.
Deze beschaving bracht goede zeevaarders, handelaars en landbouwers voort. Omdat de Kretenzers vrijwel de gehele oostelijke Middellandse Zee onder controle hadden, onbedreigd door vijanden, konden zij zich ontwikkelen tot een bijzonder hoge beschaving. Knossos was vermoedelijk een belangrijk ceremonieel en politiek centrum. In deze periode was er grote welvaart op Kreta vanwege de handel met Griekenland, het Middellandse Zeegebied, Egypte en Syrië. Ook de vruchtbare grond van Kreta die olie, graan en wijn leverde, zorgde voor grote welvaart. De paleizen vormden de economische centra. De ruïnes van deze paleizen zijn op verschillende delen van het eiland te vinden. Het paleis van Knossos bevatte goed ingerichte vertrekken met muurschilderingen, sommige van levensgroot afgebeelde mensen, stieren en dolfijnen. Andere onderwerpen zijn religieuze optochten, dansers, fabeldieren, lelies en vogels.
Door de welvaart nam de bevolking van Kreta toe en verspreidde zich over heel Kreta. De Minoïsche beschaving was waarschijnlijk vredelievend, want er zijn geen verdedigingswerken gevonden.
Aan deze Minoïsche beschaving kwam rond 1200 v.Chr. een einde. Dit wordt vaak in verband gebracht met een waarschijnlijk allesverwoestende "Minoïsche uitbarsting" van de vulkaan van Thera. In deze gebeurtenis ziet men zelfs de aanleiding voor de legende van Atlantis. Dendrochronologisch onderzoek heeft echter uitgewezen dat de Thera-uitbarsting ruim vier eeuwen voordien (1628 v.Chr.) heeft plaatsgevonden.
Toen het economisch niet meer goed ging, werd Kreta veroverd door de Myceners uit het Griekse gebied. De Minoïsche cultuur bleef daarbij ten dele bewaard. Een van de belangrijkste dingen uit deze tijd was dat er aan goudbewerking werd gedaan.

## In de eeuwen na de Minoïsche periode
Rond 1100 v.Chr. was er veel onrust en onzekerheid, waardoor een migratiegolf naar Cyprus op gang kwam. Rond 1000 v.Chr. trokken Dorische volken vanuit het Griekse vasteland naar Kreta, die de ijzerbewerking meebrachten. Dit wordt de Dorische tijd genoemd. Deze periode wordt ook de "donkere periode" van de geschiedenis van Kreta genoemd, omdat er vaak oorlogen tussen de steden gevoerd werden, vooral omdat er weinig voedsel was door gebrek aan landbouwgrond. In de eeuwen daarna (ongeveer 800 v.Chr. tot ongeveer 500 v.Chr.) waren er kunstenaars op Kreta die veel beelden maakten. Het kan zijn dat de oorspronkelijke niet-Griekse taal van de Minoïsche beschaving op delen van het eiland voortleefde in het Eteokretenzisch waarvan inscripties zijn gevonden tot de zesde eeuw voor Christus. In de klassieke periode (480-323 v. Chr) werd de techniek van het slaan van munten geïntroduceerd. In deze tijd kwamen ook de Wetten van Gortyn tot stand: een stelsel van familie- en erfrecht dat door een inscriptie op een gerechtsgebouw bewaard is gebleven.
Het eiland maakte aan het eind van de klassieke periode uiteindelijk deel uit van het rijk van Alexander de Grote, de koning van het buurland Macedonië, die overleed in 323 v. Chr. In de daaropvolgende 2250 jaar hebben achtereenvolgens de Diadochen, Romeinen, Arabieren, Byzantijnen, Venetianen en Turken het eiland overheerst.

## Romeinse tijd
Het had heel wat voeten in de aarde vooraleer Quintus Caecilius Metellus Creticus het eiland kon veroveren. De nieuwe provincie van Rome werd samengevoegd met Cyrenaica en kreeg als hoofdstad Gortyna. Eindelijk was er rust en orde op het eiland. Het was nu voor het eerst dat Kreta bezet werd door een niet-Griekse of Hellenistische mogendheid. De Romeinen zorgden voor de heropbouw van het eiland en de aanleg van wegen, aquaducten en tempels. Kreta bloeide onder het Romeinse bewind weer op en diverse steden kenden grote economische bloei. In deze periode kenden de landbouwsector en de veeteeltsector zeer goede tijden maar ook de visserij deed het uitstekend.
In 365 n.Chr werd Kreta getroffen door een zware aardbeving en als gevolg daarvan een tsunami, die grote schade aanrichtte. Veel gebouwen werden helemaal vernietigd. Delen van West-Kreta kwamen tot negen meter hoger te liggen. De Egeïsche Zee is een van de meest aardbevingsgevoelige gebieden van de planeet. Kreta ging einde vierde eeuw over naar het Oost-Romeinse Rijk, ook wel het Byzantijnse Rijk genoemd.

## Arabische periode
In de vroege 9de eeuw veroverden de Arabieren Kreta. Voor ongeveer anderhalve eeuw was er een Emiraat Kreta, een piratenstaat.

## Byzantijnse herovering
De Byzantijnse generaal Nikephoros Phokas heroverde het eiland in 961 met 308 schepen. Er kwamen veel inwoners van Constantinopel op Kreta wonen.

## Venetiaanse heerschappij (1209-1669)

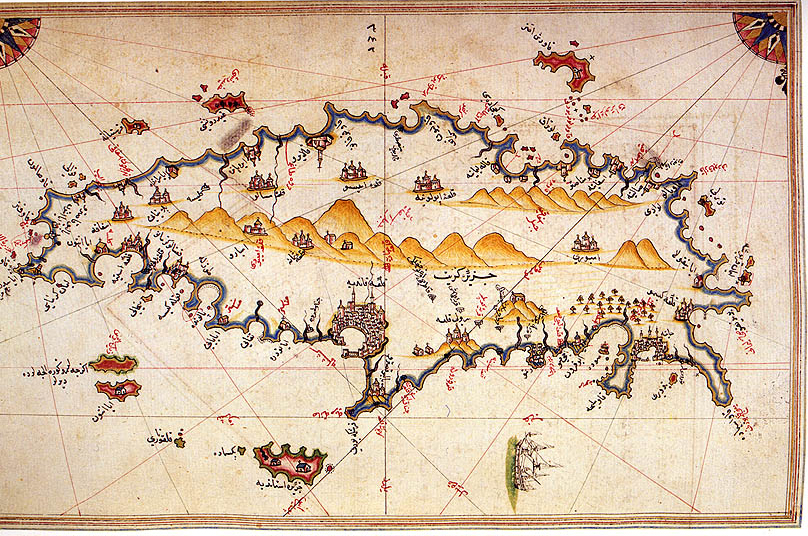
Zestiende-eeuwse kaart van Kreta door Piri Reis

De tijd van de kruistochten was nu aangebroken en na de bezetting van Constantinopel in 1204 kwam Kreta in handen van Bonifatius van Montferrato. Bonifatius had eigenlijk de nieuwe keizer van Constantinopel moeten worden, maar de Venetianen verkozen Boudewijn VI van Henegouwen. Aan Bonifatius werd Kreta toegewezen, maar hij verkocht het eiland al in 1209 aan Venetië. Even probeerden de Genovezen alsnog het eiland te veroveren maar het waren uiteindelijk de Venetianen die het definitief innamen. Zo kwam Kreta onder Venetiaanse heerschappij. Deze periode duurde 450 jaar lang. De Venetianen bevolkten het eiland met militairen aan wie ze grote domeinen gaven. Deze landadel hief hoge belastingen. Dit had tot gevolg dat er tal van opstanden waren van de Kretenzische bevolking. Deze opstanden werden steeds met harde hand neergeslagen. Het eiland werd bestuurd als een apart hertogdom, het hertogdom Candia.
Na de Val van Constantinopel in 1453 groeiden de Venetianen en Kretenzers meer naar elkaar toe. Dit kwam waarschijnlijk ook door de angst voor de gezamenlijke vijand, de Ottomanen. Veel Kretenzers leerden Italiaans en gingen naar Venetië om te werken of te studeren. Vanaf circa 1454 kende Kreta twee eeuwen lang een enorme culturele bloei. Het was de tijd van de Kretenzische Renaissance. Schilderkunst, architectuur, beeldhouwkunst, literatuur, onderwijs, alle vormen van kunst vierden hoogtij. Er ontwikkelde zich een speciale vorm van Kretenzisch Grieks; zo volgt de Griekse k er de uitspraak van een Italiaanse c (voor i en e uitgesproken als "tsj"). De Venetiaanse invloed op Kreta uit deze periode is op het eiland nog steeds zichtbaar.

## Ottomaanse heerschappij (1669-1898)
Venetië probeerde meestal op goede voet te staan met het Ottomaanse Rijk om de zeer winstgevende handel met de Levant niet te schaden waar beide partijen grote baat bij hadden. In het begin van de zeventiende eeuw echter nam het belang van die handel af en de verarmde Republiek Venetië was niet meer in staat de verdedigingswerken van Kreta te onderhouden. In 1644 namen de Maltezer Ridders een konvooi met hooggeboren pelgrims naar Mekka gevangen en verkochten die als slaaf op Kreta. Het Ottomaanse hof was geschokt en ondanks uitgebreide excuses door Venetië, kreeg de oorlogspartij de overhand. Op 23 juni 1645 voerde een vloot van 418 schepen van de Ottomaanse Turken een verrassingsaanval uit op het eiland. Een snelle overwinning bleef echter uit en een slepende Kretenzische Oorlog volgde. Van 1650 af blokkeerden de Turken permanent de haven van de hoofdstad Candia. De gevechten beperkten zich niet tot Kreta en Venetië blokkeerde op haar beurt de Dardanellen zodat de handel van beide landen enorme schade opliep. Candia viel uiteindelijk in 1669. Er werd vrede gesloten en Kreta viel aan de Ottomanen toe. Venetië behield tot 1715 de eilandforten Spinalonga, Gramvoussa en Souda.
De verovering maakte abrupt een einde aan de Kretenzische renaissance. Dit was het ook het begin van een langdurige onderdrukking van de lokale bevolking door de Turken. De Venetianen verlieten het eiland, maar ook veel Kretenzers gingen ergens anders wonen. De Kretenzers moesten hoge belastingen betalen. Bijna de helft van de bevolking bekeerde zich tot de islam, vooral in de steden en het midden van het eiland. Hoewel ze meestal Grieks spraken, golden ze voor de christenen toch als "Turken". Vanaf het einde van de 18e eeuw kende Kreta nog zwaardere tijden en in de 19e eeuw braken er opstanden uit.

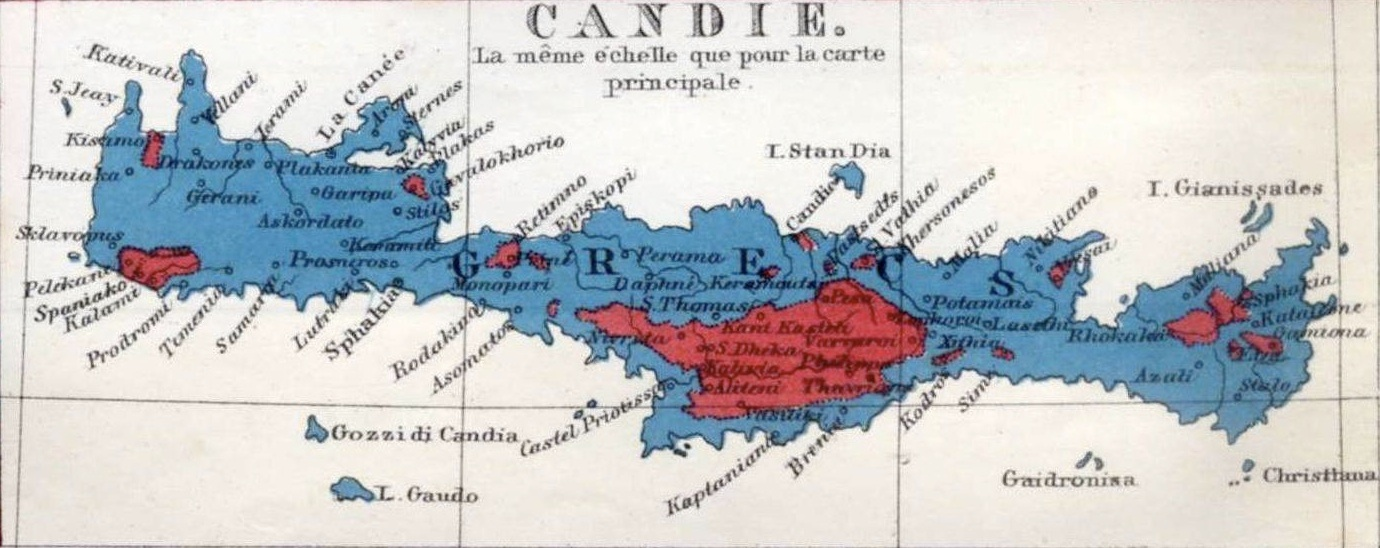
Gebieden met een moslimmeerderheid in 1861 in het rood

In 1821, het jaar van de opstand van de Grieken tegen de Ottomanen, deden veel christenen op Kreta mee aan de rebellie met het doel zich bij een onafhankelijke Griekse staat te voegen. Dit leidde tot een bloedige burgeroorlog. De steden werden geblokkeerd en de meerderheid van de stedelijke bevolking kwam om door honger en ziekte. Dit was het begin van een drastische afneming van het aantal moslims. Door strafexpedities van Turkse troepen kwam een vijfde van de plattelandsbevolking om. In 1830 werd Kreta echter niet bij het nieuwe Griekenland ingedeeld maar aan de machtige vazal Mohammed Ali van Egypte afgestaan die het eiland tussen 1825 en 1828 militair bezet had. In 1841 kwam het onder druk van de Europese mogendheden weer in de handen van de Ottomanen.
Er ontstond echter geen stabiele situatie. Bij een nieuwe opstand in 1858 dwongen de christenen zekere concessies af. Ze konden nu legaal wapens dragen, kregen per dorp een zekere mate van lokaal zelfbestuur, en mochten het christelijk familierecht toepassen zoals de Ottomanen voor heel hun rijk per verdrag op 30 maart 1856 hadden toegezegd. De spanningen met de moslimbevolking namen toe. In 1866 was er een algehele christelijke revolte toen de Ottomanen wilden afdwingen dat een deel van de bezittingen van kloosters gebruikt zouden worden om scholen op te richten. De christenen riepen een revolutionaire volksvergadering bijeen. Moestafa Naili Pasja landde met een groot leger en eiste de ontbinding van de volksvergadering. De harde kern van de opstandelingen trok zich terug in het Arkadi-klooster. Toen dat op 9 november 1866 bestormd werd, bliezen de verdedigers liever de kruitkamer op dan zich over te geven, hoewel zich daar zo'n zevenhonderd vrouwen en kinderen bevonden. Ook zo'n 1500 Turkse soldaten vonden de dood. De publieke opinie in het Westen meende dat alleen de Turken schuld hadden aan deze tragedie en honderden vrijwilligers gingen aan de zijde van de rebellen vechten. Het lukte de Turkse minister Mehmet Emin Ali Pasja echter het eiland te pacificeren door een combinatie van de bouw van een netwerk aan militaire blokhuizen met de introductie van een organieke wet die een hoge mate van zelfbestuur inhield.
In 1875 kwam het eiland weer in opstand, geleid door een Revolutionair Comité. Op 15 oktober 1878 dwongen de toenmalige grote mogendheden (Engeland, Frankrijk, Rusland en Italië) het Ottomaanse Rijk tot het Verdrag van Chalepa. Chalepa is een dorp vlak bij Chania. Kreta werd nu een semi-onafhankelijk land onder de Ottomaanse soevereiniteit. Het werd een parlementaire democratie. Gouverneurs waren meestal christenen. Het Grieks werd als officiële taal erkend. In het parlement ontstond een liberale en een conservatieve factie. Een hooglopend conflict over de mate en het tempo waarin Kreta moest moderniseren leidde in 1889 tot een burgeroorlog tussen de christenen onderling. De Turkse regering zegde het verdrag op en begon met harde hand de orde te herstellen. De Europese mogendheden, geërgerd door de recalcitrante opstelling van de Kretenzers, grepen niet in.
De volgende opstand begon in september 1895. Midden 1896 hadden de rebellen bijna heel Kreta in handen. In Griekenland kwam nu een sterke beweging op gang om het eiland te annexeren. Honderden vrijwilligers van het vasteland voegden zich bij de rebellen. Er deden zich grote onlusten voor tussen de christelijke en islamitische bevolkingsdelen. Intussen had Kreta zich ontwikkeld tot een notoir hoofdpijndossier van de internationale politiek. In 1897 zonden de grote mogendheden een Internationaal Eskader om de orde te herstellen. Op 14 februari 1897 echter was er een Griekse invasie van het eiland op aandrang van nationalistische aanhangers van de Megali Idea, het streven naar het herstel van het Byzantijnse Rijk. Dit leidde tot de Grieks-Turkse oorlog van 1897. In eerste instantie versloeg de Griekse expeditiemacht de Turkse troepen. Ze werden daarna echter door bombardementen van het Internationaal Eskader verhinderd Candia in te nemen. Op het vasteland werd het Griekse leger snel verslagen en men werd gedwongen een vernederende vrede te sluiten. Bij het Verdrag van Constantinopel zegde het Ottomaanse Rijk echter wel toe de autonomie van Kreta te herstellen. De ontwikkelingen op het eiland zelf maakten dit al snel irrelevant. Het Internationaal Eskader bezette sleutelposities op heel Kreta. Na een opstand van de moslimbevolking, die nu nog maar 11% van de populatie uitmaakte, werden alle Turkse troepen op 8 november 1898 gedwongen het eiland te verlaten.

## De Kretenzische Staat (1898-1913)
Kreta functioneerde nu als een autonome staat. De Europese mogendheden verhinderden echter een samenvoeging met Griekenland om een nieuwe oorlog te vermijden en het land niet te belonen voor zijn eigenmachtige optreden. Kreta werd daarna tijdelijk bestuurd door de Griekse prins George als Hoge Commissaris bijgestaan door een internationale Raad van Admiralen, maar stond nog wel onder de soevereiniteit van de Ottomaanse Sultan. De liberale politicus Eleftherios Venizelos ijverde nu voor een aansluiting bij Griekenland. Het kwam in 1906 bijna opnieuw tot een burgeroorlog met de conservatieven. In 1908 besloot de Raad van Admiralen eigenmachtig tot een aansluiting maar dat had geen rechtsgevolg. Bij het Verdrag van Boekarest op 10 augustus 1913 werd Kreta uiteindelijk opgenomen in het Koninkrijk Griekenland na de Griekse overwinning in de Balkanoorlogen.

## Kreta in de 20e eeuw
De Kretenzische bevolking werd door Griekenland met open armen ontvangen. Ook tijdens de Eerste en Tweede Wereldoorlog hebben Kretenzers voor Griekenland gevochten. In mei 1941 landden Duitse parachutisten in het westen van Kreta in een poging het eiland over te nemen. Na een zware strijd tussen Australiërs, Nieuw-Zeelanders en Grieken enerzijds en Duitsers anderzijds, viel Kreta uiteindelijk in handen van de Duitsers. Het was de eerste grootschalige luchtlandingsoperatie uit de geschiedenis die zo kostbaar was dat de Duitsers nooit meer een belangrijke luchtlandingaanval zouden uitvoeren. Door sommige historici wordt de grote moeite van de Duitsers om op Kreta snel resultaat te boeken geweten aan de verliezen van de Luftwaffe tijdens de slag om Den Haag. Verschillende verzetsorganisaties streden de volgende jaren met Britse hulp, verder tegen de Duitse bezetting. Deze bezetting was wreed. Dorpen werden platgebrand en burgers geëxecuteerd.
Na de oorlog heerste er armoede, maar Kreta is vandaag de dag een van de meest welvarende gebieden van Griekenland, mede door het toerisme en de landbouw.

## Varia
Zie ook: Wie betaalt de veerman?